# Питт (остров, Британская Колумбия)
Питт (англ. Pitt Island) — остров близ северо-западного побережья Британской Колумбии, пятый по величине остров среди Тихоокеанских островов Канады.

## География
Площадь острова составляет 1375 км². Длина береговой линии составляет 465 км. С востока остров отделяется от материка проливом Гренвилл (Grenville Channel), на западе (через пролив Принсипи) лежит остров Банкс, который прикрывает Питт от пролива Хекате, ближайшими островами также являются: с севера — Порчер, с северо-востока — Мак-Коли, с юго-востока — Джил, с юга — Кампаниа. Много озёр, самые крупные — Ред Блафф, Силвия, Уиндхем. Хвойные леса. На крайнем юго-востоке острова находится провинциальный парк Юнион Пасседж Марин (Union Passege Marine) площадью 1373 гектара.

## Население
Единственный посёлок Чино Хэт (Chino Hat) расположен на западном берегу.

## Экономика
Основные виды хозяйственной деятельности — добыча полезных ископаемых (магнезит и железо) и лесозаготовка.